# Still Alive (Silent Rage)
Still Alive è il terzo album dei Silent Rage, uscito nel 2002 per l'etichetta discografica Z Records.

## Tracce
1. Still Alive (Curse, Damon, Hawkins) 4:13
2. Unchained (Warren) 4:36
3. Whiskey Woman (Curse, Damon, Hawkins) 4:32
4. Livin' for the Moment (Curse, Damon, Ezrin, Hawkins) 3:26
5. At My Command (Curse, Damon, Hawkins) 3:29
6. Is It My Body? (Bruce, Buxton, Cooper, Dunaway, Smith) 3:17 (cover di Alice Cooper)
7. When the Night Is Over (Curse, Damon, Hawkins) 4:08
8. The Hunger (Curse, Damon, Hawkins) 4:44
9. Remember Me (Curse, Damon, Hawkins) 3:39
10. I'm Back (Curse, Damon, Hawkins) 2:36
11. (Traccia nascosta) 4:35

## Formazione
- Jesse Damon - voce, chitarra
- Mark Hawkins - chitarra, voce, tastiere
- E.J. Curse - basso
- Brian James - batteria